# Dasyllis albicollis
Dasyllis albicollis är en tvåvingeart som beskrevs av Jacques-Marie-Frangile Bigot 1878. Dasyllis albicollis ingår i släktet Dasyllis och familjen rovflugor. Inga underarter finns listade i Catalogue of Life.